# Storia di Sant'Eufemia Lamezia
La storia di Sant'Eufemia è antica e documentata fin dai tempi dei Normanni.

## Storia
I Normanni concessero grandi privilegi al baliaggio di Sant'Eufemia. Secondo la tradizione la prima moglie di Ruggero d'Altavilla era Eremburga, sorella dell'abate di Sant'Eufemia. Ancora oggi è possibile visitare i ruderi dell'Abbazia benedettina di Sant'Eufemia.
Il baliaggio fu assegnato all'ordine cenobitico militare degli Ospedalieri Gerosolimitani, oggi noto come Sovrano Militare Ordine di Malta. L'ordine possedeva oltre al baliaggio di Sant'Eufemia, anche i feudi limitrofi di Nocera e Izzaria (oggi Gizzeria). Tutti e tre i centri conservano ancora oggi come patrono San Giovanni Battista, protettore dell'ordine dei Cavalieri di Malta. Ai Cavalieri di Malta si attribuisce la costruzione del Bastione di Malta.
In seguito al disastroso terremoto del 1638, che aveva visto la città come suo epicentro, un nuovo centro, quello di Sant'Eufemia del Golfo (oggi Sant'Eufemia Vetere), venne fondato in una zona collinare poco distante.
Il baliaggio durò fino agli inizi del XIX secolo, quando i terreni del feudo furono ceduti alle famiglie nobili e alla nuova borghesia territori
ale che si andava formando.
Con la fine del baliaggio il territorio di Sant'Eufemia entrò a far parte del comune di Gizzeria, il quartiere odierno fu costruito invece durante il periodo fascista, in seguito alla bonifica dell'intera zona, divenendo comune autonomo nel 1935 per poi unirsi con Nicastro e Sambiase nel comune di Lamezia Terme nel 1968.